# 천국은 없다
《천국은 없다》은 2025년에 개봉 예정인 대한민국의 영화이다.

## 캐스팅

### 주연
- 박정표 : 일도 / 이도 역
- 이호원 : 우식 역

### 조연
- 정민성